# آني غريفين
آني غريفين (بالإنجليزية: Annie Griffin)‏ هي كاتبة سيناريو ومخرجة وممثلة أمريكية، ولدت في 1960 في نيويورك في الولايات المتحدة.

## وصلات خارجية
- آني غريفين على موقع IMDb (الإنجليزية)
- آني غريفين على موقع ألو سيني (الفرنسية)
- آني غريفين على موقع أول موفي (الإنجليزية)
- آني غريفين على موقع قاعدة بيانات الأفلام السويدية (السويدية)
- آني غريفين على موقع قاعدة بيانات الفيلم (الإنجليزية)
- آني غريفين على موقع كينوبويسك (الروسية)